# Iasna Poleana, Hornostaiivka
Iasna Poleana (în ucraineană Ясна Поляна) este un sat în comuna Cervonoblahodatne din raionul Hornostaiivka, regiunea Herson, Ucraina.

## Demografie
Componența lingvistică a localității Iasna Poleana
     Ucraineană (95,71%)
     Rusă (4,29%)
Conform recensământului din 2001, majoritatea populației localității Iasna Poleana era vorbitoare de ucraineană (95,71%), existând în minoritate și vorbitori de rusă (4,29%).